# Urša Bogataj
Urša Bogataj, född 7 mars 1995, är en slovensk backhoppare. Hon har tävlat för Slovenien i två olympiska spel (Pyeongchang 2018 och Peking 2022).
Vid olympiska vinterspelen 2022 i Peking tog Bogataj guld i damernas normalbacke och den mixade lagtävlingen.